# Méthode de Hartree–Fock restreinte pour couche ouverte
La méthode de Hartree-Fock restreinte pour couche ouverte (en anglais : Restricted open-shell Hartree–Fock ROHF) est une variante de la méthode de Hartree-Fock pour les composés à couche ouverte. Elle utilise des orbitales moléculaires doublement occupées pour les électrons appariés et des orbitales simplement occupées pour les électrons non appariés. C'est une description simple des composés à couche ouverte, qui reste cependant difficile à intégrer dans un code.
Comme la méthode Hartree-Fock non restreinte pour les composés à couche complète, elle est basée sur des équations de Roothaan écrites sous la forme d'un problème aux valeurs propres généralisé.
{\displaystyle \mathbf {F} \mathbf {C} =\mathbf {S} \mathbf {C} \mathbf {\epsilon } }
Où F est la matrice de Fock, C la matrice des coefficients, S la matrice de recouvrement des fonctions de base, et {\displaystyle \epsilon } celle des énergies orbitalaires (diagonale par convention). Contrairement à la méthode Hartree-Fock restreinte pour les composés à couche complète, la forme de la matrice de Fock n'est pas unique. Différentes approches (canonicalisations) peuvent être employées, conduisant à différentes orbitales et différentes énergies d'orbitales, mais à la même fonction d'onde totale, à la même énergie et aux mêmes autres observables.
Contrairement à la méthode de Hartree-Fock non restreinte (UHF), la fonction d'onde ROHF est une fonction propre de l'opérateur de spin total ({\displaystyle \mathbf {S} ^{2}}) satisfaisante.
Le développement de méthodes post-Hartree-Fock basées sur une fonction d'onde ROHF est intrinsèquement plus difficile que d'utiliser une fonction d'onde UHF, en raison de l'absence d'un ensemble unique d'orbitales moléculaires. Cependant, des choix différents d'orbitales de référence conduisent à des résultats similaires, ce qui a permis d'inclure cette approche dans divers codes.